# واسیلی پرووخین
واسیلی پرووخین (روسی: Василий Алексеевич Первухин؛ زادهٔ ۱ ژانویهٔ ۱۹۵۶) بازیکن هاکی روی یخ اهل شوروی بود.
وی همچنین برندهٔ جوایزی همچون نشان دوستی شده‌است.